# Ухваж (приток Пингиши)
Ухваж — река в России, протекает по Архангельской области. Устье реки находится в 58 км по левому берегу реки Пингиша. Длина реки составляет 77 км.
Вытекает из озера Глухого на высоте 119,9 м.
На 25-м километре в Ухваж справа впадает ручей Каменный.

## Данные водного реестра
По данным государственного водного реестра России относится к Двинско-Печорскому бассейновому округу, водохозяйственный участок реки — Северная Двина от впадения реки Вага и до устья, без реки Пинега, речной подбассейн реки — Северная Двина ниже места слияния Вычегды и Малой Северной Двины. Речной бассейн реки — Северная Двина.
По данным геоинформационной системы водохозяйственного районирования территории РФ, подготовленной Федеральным агентством водных ресурсов:
- Код водного объекта в государственном водном реестре — 03020300412103000033300
- Код по гидрологической изученности (ГИ) — 103003330
- Код бассейна — 03.02.03.004
- Номер тома по ГИ — 03
- Выпуск по ГИ — 0